# Prvenstvo BLP 1932-1933
Il Prvenstvo Beogradskog loptičkog podsaveza 1932./33., in cirillico Првенство Београдског лоптичког подсавеза 1932./33., (it. "Campionato della sottofederazione calcistica di Belgrado 1932-33") fu la quattordicesima edizione del campionato organizzato dalla Beogradski loptački podsavez (BLP).
Il campionato era diviso era diviso fra le squadre di Belgrado città (divise in più classi, razred) e quelle della provincia (divise in varie parrocchie, župe). La vincitrice della 1. razred disputava la finale sottofederale contro la vincente del campionato provinciale.
Dopo il girone d'andata, Jugoslavija, BSK e BASK andarono a competere nel Državno prvenstvo 1932-1933. I loro risultati vennero annullati ed il torneo continuò con le rimanenti 3 squadre, più l'Obilić (incluso dopo la pausa invernale).

Il campionato venne vinto dallo Šparta Zemun, al suo primo titolo nella BLP.

## Prima classe "A"

### Autunno 1932

#### Classifica
|                   | Pos. | Squadra           | Pt | G | V | N | P | GF | GS | QR    |
| ----------------- | ---- | ----------------- | -- | - | - | - | - | -- | -- | ----- |
|                   | 1.   | BSK Belgrado      | 9  | 5 | 4 | 1 | 0 | 21 | 4  | 5,250 |
|                   | 2.   | Jugoslavija       | 7  | 5 | 3 | 1 | 1 | 13 | 6  | 2,166 |
|                   | 3.   | BASK Belgrado     | 6  | 5 | 2 | 2 | 1 | 20 | 10 | 2,000 |
|                   | 4.   | Šparta Zemun      | 5  | 5 | 2 | 1 | 2 | 16 | 18 | 0,888 |
|                   | 5.   | Sloga Belgrado    | 3  | 5 | 1 | 1 | 3 | 4  | 16 | 0,250 |
|                   | 6.   | Grafičar Belgrado | 0  | 5 | 0 | 0 | 5 | 5  | 25 | 0,200 |
| Fonte: exyufudbal |      |                   |    |   |   |   |   |    |    |       |

#### Risultati
18.09.1932. Sparta – Sloga 6–1
25.09.1932. Sparta – Grafičar 5–2
09.10.1932. Sparta – Obilić 3–1 (annullata a causa della decisione in sospeso sullo status dell'Obilić)
30.10.1932. BASK – Sparta 4–4, Jugoslavija – Sloga 0–0
13.11.1932. Jugoslavija – BASK 2–1, BSK – Sparta 5–1, Grafičar – Sloga 0–3 a tavolino (sul campo 3–0, ma il Grafičar ha utilizzato un giocatore in posizione irregolare)
20.11.1932. BSK – Grafičar 4–0, BASK – Sloga 4–0, Jugoslavija – Šparta 6–0
27.11.1932. BSK – Sloga 6–0, BASK – Grafičar 8–1
04.12.1932. Jugoslavija – Grafičar 5–2
11.12.1932. BSK – BASK 3–3
17.12.1932. BSK – Jugoslavija 3–0

### Primavera 1933
```
Dopo il girone d'andata, Jugoslavija, BSK e BASK vanno a competere nel 
Državno prvenstvo 1932-1933
. I loro risultati vengono annullati ed il torneo continua con le rimanenti 3 squadre, più l'
Obilić
 (incluso dopo la pausa invernale).
[
4
]
```

#### Classifica
|                   | Pos. | Squadra           | Pt | G | V | N | P | GF | GS | QR    |
| ----------------- | ---- | ----------------- | -- | - | - | - | - | -- | -- | ----- |
|                   | 1.   | Šparta Zemun      | 9  | 6 | 4 | 1 | 1 | 20 | 9  | 2,222 |
|                   | 2.   | Obilić            | 8  | 6 | 4 | 0 | 2 | 15 | 8  | 1,875 |
|                   | 3.   | Sloga Belgrado    | 5  | 6 | 2 | 1 | 3 | 9  | 17 | 0,529 |
|                   | 4.   | Grafičar Belgrado | 2  | 6 | 1 | 0 | 5 | 8  | 18 | 0,444 |
| Fonte: exyufudbal |      |                   |    |   |   |   |   |    |    |       |

Legenda:
      Campione della BLP ed ammesso alle qualificazioni al campionato nazionale 1933-34
      Retrocessa nella classe inferiore.
Note:
Due punti a vittoria, uno a pareggio, zero a sconfitta.

#### Risultati
12.03.1933. Grafičar – Obilić 1–3
19.03.1933. Obilić – Sparta 3–2 (nuova)
26.02.1933. Obilić – Sloga 4–1
02.04.1933. Grafičar – Sloga 4–0
07.05.1933. Sloga – Obilić 2–1
14.05.1933. Sparta – Grafičar 3–1
21.05.1933. Sloga – Sparta 2–2
28.05.1933. Sparta – Obilić 2–0
11.06.1933. Obilić – Grafičar 4–0

## Classi inferiori
Nella stagione 1932-33, i campionati della città di Belgrado contavano 48 squadre divise in quattro classi:
- 4 squadre in 1.A razred
- 10 squadre in 1.B razred
- 20 squadre in 2. razred (10 nel gruppo Sava e 10 nel gruppo Drava)
- 14 squadre in 3. razred (7 nel gruppo Drina e 7 nel gruppo Morava)[5]

### 2. razred

#### Gruppo Sava
```
   Squadra                         G   V   N   P   GF  GS  Q.Reti  Pti
1  Uskok                           18  11  3   4   46  18  2,556   25 (promosso in 1.B razred)
2  
Palilulac
                       18  9   4   5   36  21  1,714   22 (promosso in 1.B razred)
3  
Građanski Zemun
                 18  9   3   6   40  33  1,212   21
4  
Voždovački
                      18  8   4   6   35  32  1,094   20
5  Trgovački podmladak             18  9   1   8   41  41  1,000   19
6  Gvožđar                         18  6   7   5   23  20  1,150   19
7  Građanski Belgrado              18  6   5   7   33  35  0,971   17
8  Srbija                          18  6   4   8   27  34  0,794   16
9  Kosmaj                          18  6   2   10  37  45  0,822   14
10 Hajduk                          18  1   5   12  16  56  0,286   7
```